# Robonova-I
Robonova-I est un modèle de robot humanoïde de 31,8 cm de hauteur et pesant 1,33 kg. Il est alimenté par 16 servomoteurs et son fabricant est la société coréenne Hitec Robotics. Il y a cinq servomoteurs pour chaque jambe et trois pour chaque bras.
Pour un contrôle aisé, le robot est commandé par un contrôleur infrarouge fermé.
Il existe diverses modifications du robot (de nombreuses améliorations non officielles sont disponibles sur Internet) et vous pouvez également ajouter des composants supplémentaires (gyroscope, accéléromètre, télémètre à ultrasons, caméra, servomoteur plus rapide, écran LCD, module vocal, Bluetooth, radio). module de contrôle, etc.)
Notre implémentation[style à revoir] initiale Robonova a utilisé l'environnement de programmation RoboBasic. Ceci a fourni une plate-forme pratique pour générer des gestes, car il est simple d’interpoler le robot entre deux points quelconques.
Robonova était équipée de caméras utilisant des algorithmes de vision par ordinateur; il était capable d'interagir perceptuellement avec les gens.

## Architecture du système
Le système de danse robotisé développé est basé sur une architecture modulaire composée de deux sous-systèmes, qui communiquent via des sockets UDP (User Datagram Protocol): i) un analyseur de rythme musical, permettant de suivre le rythme des stimuli musicaux en ligne, et ii) une interface de contrôle de la danse Robot, permettant de contrôler le mouvement du robot. en synchronisme rythmique avec la musique analysée. La mise en œuvre d'une architecture modulaire, avec deux sous-systèmes indépendants, est principalement justifiée par les résolutions temporelles distinctes de l'analyse de la musique et du contrôle du robot.

## Description
Il s'agit d'un produit de la société HiTec Robotics, qui fait partie de ce que l'on a appelé Edutainment ou, ce qui est la même chose, des équipes à mi-chemin entre éducation et divertissement. D'une part, cela permet une utilisation très simple (entre autres choses, il dispose d'une programmation Catch and Play: le robot peut se déplacer à la main dans chacune des positions souhaitées et générer automatiquement un programme le prenant séquentiellement dans chacune de ces positions. ) s'il ne s'agit que de divertissement; mais, pour les utilisateurs experts, les possibilités sont presque illimitées, à la fois en programmation et en intégration de capteurs. Pour cette raison, il est devenu l'un des robots humanoïdes les plus populaires dans les environnements d'enseignement.

## Bibliothèque de danse
La Bibliothèque de danse (Dance Library DL) était intégrée à Robonova et était composée d’un ensemble de motifs de danse de base construits manuellement a priori en se reportant à la fonction «catch and play» de RoboBasic, un langage de programmation BASIC ad-hoc et une interface de contrôle pour Robonova. Tous les mouvements ont été soigneusement conçus pour être naturels et cycliques afin de fournir une performance de danse en douceur. Chaque mouvement de danse a été décrit par une conjonction de quatre pas de danse ordonnés, chacun étant limité par deux poses de clé définies manuellement. La génération des étapes est gérée par la commande intégrée de bas niveau des actionneurs du robot, qui interpole linéairement une pose à une autre dans une transition en douceur, à la vitesse souhaitée.